# Rio Sul (Portugal)
O rio Sul, também chamado Rio Torto e Ribeira de Alvandeira, nasce a norte da freguesia de Sul, concelho de São Pedro do Sul, Distrito de Viseu. É um afluente da margem direita do Rio Vouga, ao qual se vai juntar já dentro da vila de São Pedro do Sul, depois de percorrer cerca de 14 km (Norte-Sul) ao longo de um vale de fractura.